# Usseau (Deux-Sèvres)
Usseau ist eine Commune déléguée in der französischen Gemeinde Val-du-Mignon mit 859 Einwohnern (Stand 1. Januar 2022) im Département Deux-Sèvres in der Region Nouvelle-Aquitaine (vor 2016 Poitou-Charentes). Die Einwohner werden Uxellois genannt.
Die Gemeinde Usseau wurde am 1. Januar 2019 mit Priaires und Thorigny-sur-le-Mignon zur Commune nouvelle Val-du-Mignon zusammengeschlossen. Sie hat seither den Status einer Commune déléguée. Die Gemeinde Usseau gehörte zum Arrondissement Niort und zum Kanton Mignon-et-Boutonne.

## Geographie
Usseau liegt etwa 48 Kilometer östlich von La Rochelle und etwa 24 Kilometer südwestlich von Niort am Mignon. Umgeben wird Usseau von den Ortschaften La Rochénard im Norden, La Foye-Monjault im Nordosten und Osten, Prissé-la-Charrière im Osten, Thorigny-sur-le-Mignon im Südosten, Priaires im Süden, Saint-Saturnin-du-Bois im Südwesten sowie Mauzé-sur-le-Mignon im Westen und Nordwesten.

## Bevölkerungsentwicklung
| Jahr                       | 1962 | 1968 | 1975 | 1982 | 1990 | 1999 | 2006 | 2013 |
| Einwohner                  | 711  | 670  | 643  | 654  | 670  | 673  | 824  | 893  |
| Quellen: Cassini und INSEE |      |      |      |      |      |      |      |      |

## Sehenswürdigkeiten
- Wehrkirche Saint-Pierre aus dem 12. Jahrhundert
- Schloss Olbreuse, seit 1973 Monument historique
- Mühlenruine

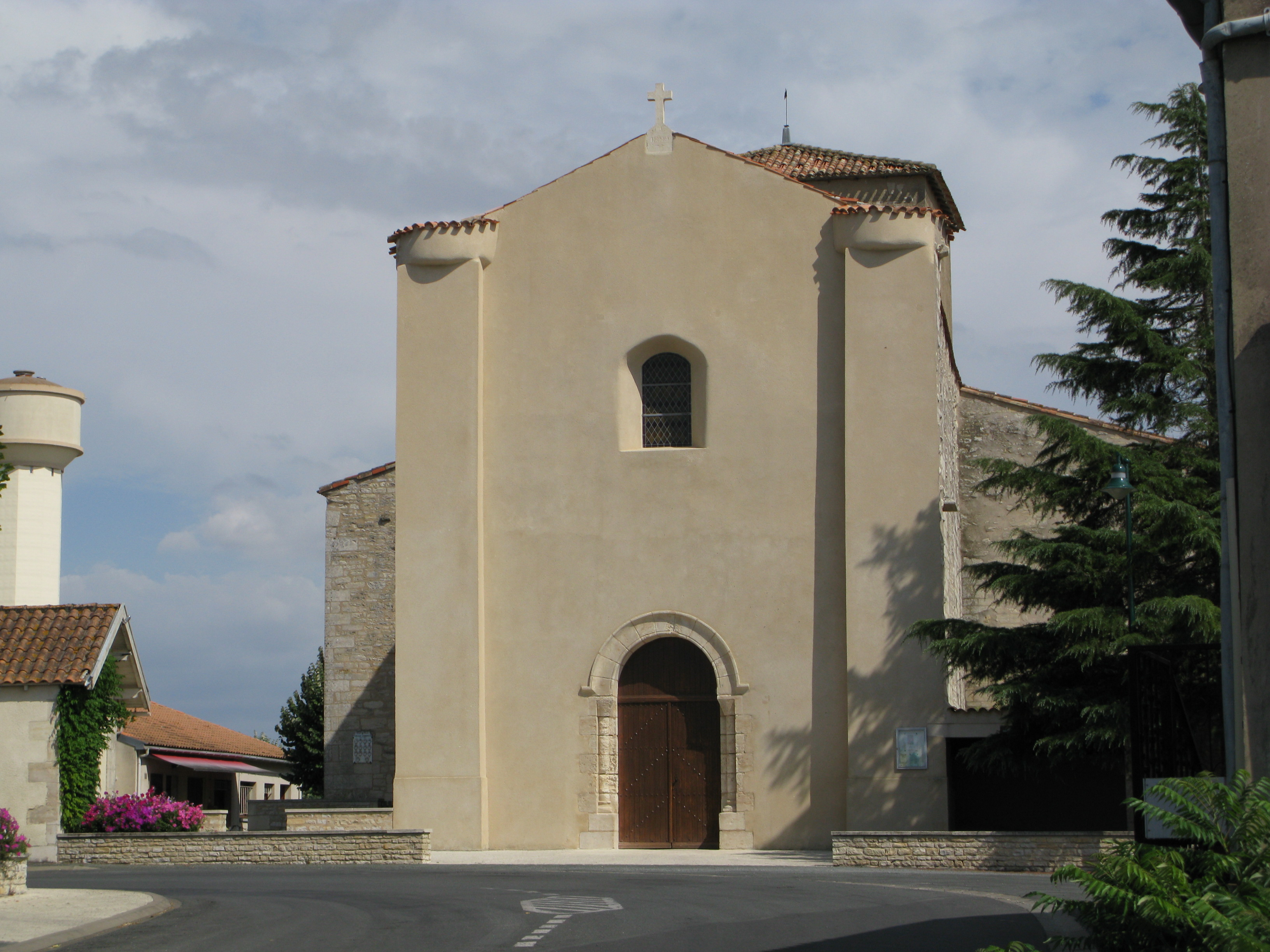
Kirche Saint-Pierre
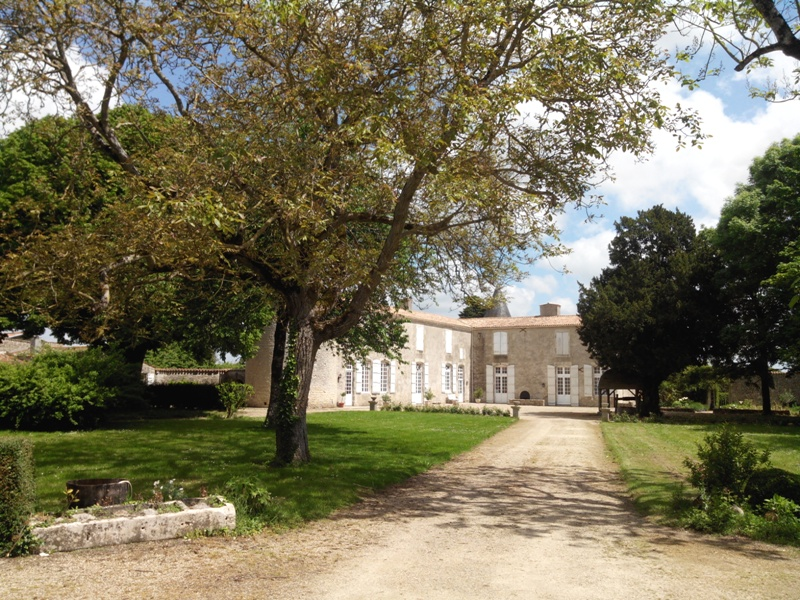
Schloss Olbreuse

## Persönlichkeiten
- Eleonore d’Olbreuse (1639–1722), ab 1676 Herzogin von Braunschweig-Lüneburg